# セルヒオ・サンチェス・オルテガ
セルヒオ・サンチェス・オルテガ（Sergio Sánchez Ortega, 1986年4月3日 - ）は、スペイン・カタルーニャ州マタロー出身の元サッカー選手。現役時代のポジションはDF（センターバック、右サイドバック）。

## 経歴

### RCDエスパニョール
RCDエスパニョールの下部組織出身であり、2005年4月24日のレアル・サラゴサ戦 (3-1) で85分に途中出場してトップチームデビューした。2004-05シーズンの出場はサラゴサ戦のみであった。2005-06シーズンはリーグ戦で11試合に出場し、コパ・デル・レイでは優勝を果たした。2007年1月18日、セグンダ・ディビシオン（2部）のレアル・マドリード・カスティージャにレンタル移籍したが、カスティージャは2006-07シーズン終了後にセグンダ・ディビシオンB（3部）降格となった。2007年8月23日にはプリメーラ・ディビシオン（1部）のラシン・サンタンデールにレンタル移籍し、クラブ初の欧州カップ戦（UEFAカップ）出場権獲得に重要な役割を果たした。
シーズン終了後にエスパニョールに復帰し、9月20日のヘタフェCF戦(1-1)で初得点を挙げて引き分けに持ち込んだ。12月20日のアトレティコ・マドリード戦では1-1に追いつく得点、2009年1月25日のレアル・バリャドリード戦では79分に引き分けに持ち込む同点ゴールを決めた。結果を残したことで右サイドバックのレギュラーに定着し、2008-09シーズンは33試合に出場して3得点を挙げた。結局クラブはセグンダ・ディビシオン（2部）降格を免れた。

### セビージャFC
2009年7月22日、セビージャFCと4年契約を結んだ。移籍金は400万ユーロであるが、活躍次第で500万ユーロまで上昇する可能性があった。2010年1月1日、チームドクターから心臓に問題があるとの診断を受け、期限を定めない休養に入った。2009-10シーズンはすでにリーグ戦7試合とコパ・デル・レイ2試合に出場しており、セビージャはサンチェスの離脱後にリーグ戦4位・コパ・デル・レイ優勝を果たした。その後、1年以上も実戦から離れていたが、2011年1月15日の古巣エスパニョール戦でベンチ入りし（出番はなかった）、1月18日のコパ・デル・レイ・ビジャレアルCF戦 (3-0) で先発出場して復帰した。

### マラガCF
2011年6月23日、セビージャと同じくアンダルシア州にあるマラガCFと4年契約を結んだ。移籍金は280万ユーロ。9月25日のレアル・サラゴサ戦(0-0)で右サイドバックとして出場してデビューし、2012年1月3日のコパ・デル・レイラウンド16・レアル・マドリード戦のファーストレグ(2-3)で移籍後初得点となるヘディングシュートを決めた。

### パナシナイコスFC
2015年6月26日、ギリシャ・スーパーリーグのパナシナイコスFCへ移籍。

### FCルビン・カザン
2016年6月27日、ロシア・プレミアリーグのFCルビン・カザンに加入することが発表された。

### エスパニョール復帰
2017年9月1日、エスパニョールに1年間のレンタルで復帰した 。その後完全移籍となった。

### カディスCF
2018年9月21日、カディスCFに2年契約で移籍した。2020年1月31日、アルバセテ・バロンピエにレンタル移籍した。

### 代表
U-16スペイン代表以来、各年代別のスペイン代表に招集され、2007年にデビューしたU-21スペイン代表ではUEFA U-21欧州選手権2009本大会の出場メンバーにも選出された。

## 所属クラブ
- RCDエスパニョールB 2004-2006
- RCDエスパニョール2005-2009

→ レアル・マドリード・カスティージャ (Loan) 2007
→ ラシン・サンタンデール (Loan) 2007-2008
- セビージャFC 2009-2011
- マラガCF 2011-2015
- パナシナイコスFC 2015-2016
- FCルビン・カザン 2016-2018

→ RCDエスパニョール (Loan) 2017-2018
- RCDエスパニョール 2018
- カディスCF 2018-2020

→ アルバセテ・バロンピエ (Loan) 2020

## タイトル
エスパニョール
- コパ・デル・レイ : 2005-06

セビージャ
- コパ・デル・レイ : 2009-10